# Santo y Blue Demon contra los monstruos
Santo y Blue Demon contra los monstruos è un film del 1968 diretto da Gilberto Martínez Solares.
Film commedia horror della serie messicana di Santo el enmascarado de plata e Blue Demon.
Questo film è conosciuto anche con i titoli Santo contra los munstruos de Frankenstein e Santo and Blue Demon vs. the Monsters.

## Trama

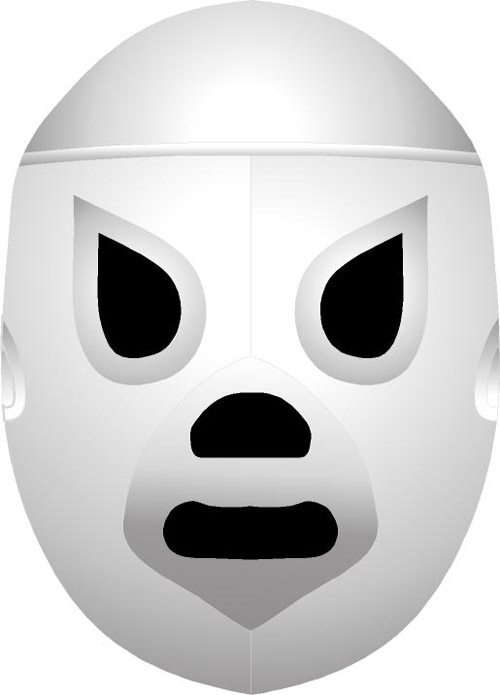
La maschera d'argento simbolo del wrestler/attore messicano El Santo (al secolo Rodolfo Guzman Huerta)

Riportato in vita dal fedele assistente Waldo, il perfido dottor Hadler riprende a lavorare inseguendo il proposito di conquistare il mondo. Il folle scienziato, deciso a diffondere morte e terrore, recluta un piccolo drappello di mostri - un vampiro, una mummia,  la creatura di Frankenstein, un licantropo, un ciclope e alcuni zombi - e, catturato il lottatore Blue Demon, ne clona il corpo e la forza in un automa obbediente ai suoi ordini.
Il dottor Hadler sa che per realizzare il suo disegno criminale deve innanzitutto eliminare el Santo, il formidabile lottatore messicano dalla maschera d'argento.
Nonostante venga fatto bersaglio di attentati di vario genere, el Santo riesce comunque ad avere sempre la meglio sui suoi mostruosi avversari e, penetrato nel laboratorio segreto di Hadler all'interno di un antico castello, riesce a liberare Blue Demon e a mandare all'aria i malefici piani del folle scienziato e del suo assistente distruggendone il covo.

## Curiosità
Il vampiro, uno dei mostri di Hadler, per azzannare il collo di el Santo non trova niente di meglio che travestirsi da lottatore per affrontarlo sul ring (solo il provvidenziale intervento della lottatrice Gloria armata di crocefisso eviterà il peggio).